# Conquering Dystopia
A Conquering Dystopia amerikai instrumentális technikás death metal zenekar. 2013-ban alakultak. Alapító tagjai Keith Merrow és Jeff Loomis.

## Története
2013 első felében Keith Merrow gitáros bejelentette, hogy ő és Jeff Loomis készítenek egy albumot. 2013 júliusában közösségi finanszírozási kampányt (crowdfunding) indítottak az Indiegogo oldalon. A zenekar eddigre Alex Webster basszusgitárossal és Alex Rüdingerrel, a The Faceless dobosával egészült ki. Kampányuk, hogy 15 dollárt szerezzenek az album rögzítésére, kevesebb, mint 24 óra alatt sikeres volt.
2013 decemberében rögzítették első és eddig egyetlen nagylemezüket. 2014. március 10.-én megjelent digitálisan a lemez.
2014. július 8-án lemezen is megjelent, a Century Media Records gondozásában.
Az együttes továbbra is dolgozik második nagylemezén.

## Tagok
- Jeff Loomis – gitár (2013–)
- Keith Merrow – gitár (2013–)
- Alex Webster – basszusgitár (2013–)
- Alex Rüdinger – dob (2013–)

## Diszkográfia
- Conquering Dystopia (2014)